# Daren Tang
Daren Tang Heng Shim (1972) (en chino: 邓鸿森) es el quinto y actual director general de la Organización Mundial de la Propiedad Intelectual (OMPI). También es Secretario General de la Unión Internacional para la Protección de las Obtenciones Vegetales (UPOV). Tang anteriormente dirigió la Oficina de Propiedad Intelectual de Singapur (IPOS) y fue abogado comercial para el gobierno de Singapur.

## Educación
Tang se tituló de la Facultad de Derecho de la Universidad Nacional de Singapur y estudió una Maestría en Derecho (LL. M.) del Centro de Derecho de la Universidad de Georgetown.

## Carrera

### Abogado
Tang se desempeñó como abogado comercial y fue uno de los principales negociadores de Singapur para el eventual Acuerdo de Libre Comercio entre Estados Unidos y Singapur firmado el 6 de mayo de 2003. Tang también dirigió las negociaciones sobre Propiedad Intelectual para Singapur en Acuerdo Transpacífico de Cooperación Económica, la Asociación Económica Integral Regional y el Tratado de Libre Comercio entre la Unión Europea y Singapur.

### Director Ejecutivo de la Oficina de Propiedad Intelectual de Singapur
Desde noviembre de 2015 hasta julio de 2020, Tang fue director ejecutivo de la Oficina de Propiedad Intelectual de Singapur (IPOS). Mientras estuvo al frente de ella, Tang presidió el Comité Permanente de Derechos de Autor y Derechos Conexos de la OMPI.

### Director general de la Organización Mundial de la Propiedad Intelectual

#### Candidatura
El 4 de marzo de 2020, Tang ganó la nominación para el puesto de director general de la Organización Mundial de la Propiedad Intelectual (OMPI), con el respaldo de los Estados Unidos y otros 54 países, en una terna donde también figuraba el candidato favorecido por China, Wang Binying, el cual recibió 28 votos de los 83 miembros con derecho a voto del Comité de Coordinación de la OMPI. El 8 de mayo de 2020, Tang fue confirmado por la Asamblea General de la OMPI antes de asumir oficialmente sus funciones el 1 de octubre de 2020.

#### Desempeño del cargo
Tang asumió el cargo de director general de la Organización Mundial de la Propiedad Intelectual (OMPI) el 1 de octubre de 2020, comenzando un mandato de seis años. En su discurso de aceptación, Tang dijo: “La OMPI debe procurar establecer un ecosistema mundial de PI pujante y con visión de futuro. Debe contribuir a ampliar las perspectivas de la PI más allá de sus aspectos legales y técnicos para mostrar su poderosa función de sostén de emprendedores y empresas, catalizadora de inversiones, impulsora del crecimiento económico y promotora del dinamismo social.”

La administración de Tang presentó a los Estados miembros de la OMPI un plan estratégico a mediano plazo para guiar el trabajo de la organización hasta 2026. Según el plan, la secretaría de la OMPI trabajaría más de cerca con las pequeñas empresas,  los innovadores y los creadores, que anteriormente estaban desatendidos por el ecosistema global de propiedad intelectual. La juventud sería un enfoque particular. La administración de Tang lanzó un "Sector de ecosistemas de innovación y propiedad intelectual" (IP and Innovation Ecosystems Sector) para centrarse en la 'comercialización de propiedad intelectual'.
El objetivo final de la PI es mejorar la vida de las personas, ayudar a los empresarios a hacer crecer sus negocios, mejorar la sociedad y contribuir al desarrollo económico. Daren Tang, 2021

## Vida personal
Tang es autor de un libro sobre el té bajo un seudónimo. También es un pianista consumado y aficionado del jazz.